# Борек (Остроленцький повіт)
Борек (пол. Borek) — село в Польщі, у гміні Червін Остроленцького повіту Мазовецького воєводства.
Населення — 66 осіб (2011).
У 1975-1998 роках село належало до Остроленцького воєводства.

## Демографія
Демографічна структура станом на 31 березня 2011 року:
|          | Загалом | Допрацездатний вік | Працездатний вік | Постпрацездатний вік |
| -------- | ------- | ------------------ | ---------------- | -------------------- |
| Чоловіки | 37      | 8                  | 21               | 8                    |
| Жінки    | 29      | 8                  | 11               | 10                   |
| Разом    | 66      | 16                 | 32               | 18                   |